# 瑪裘莉·亨德森
瑪裘莉·B·亨德森（英語：Marjorie B. Henderson，1905年—2000年），婚前名瑪裘莉·貝爾（Marjorie Bell），以瑪吉（Marje）而聞名，是一名英格蘭女子羽球運動員。
瑪裘莉·亨德森在1933年與塞爾瑪·金斯伯里一起贏得著名的全英羽球錦標賽的女子雙打冠軍。在接下來的三年裡，他們兩人都成功衛冕。1935年至1937年，兩人也都贏得蘇格蘭羽球公開賽的女子雙打冠軍。